# District de Kroměříž
Le district de Kroměříž (en tchèque : okres Kroměříž) est un des quatre districts de la région de Zlín, en Tchéquie. Son chef-lieu est la ville de Kroměříž.

## Liste des communes
Le district compte 79 communes, dont 7 ont le statut de ville (město, en gras) et 1 a le statut de bourg (městys, en italique) :
Bařice-Velké Těšany •
Bezměrov •
Blazice •
Bořenovice •
Brusné •
Břest •
Bystřice pod Hostýnem •
Cetechovice •
Chomýž •
Chropyně •
Chvalčov •
Chvalnov-Lísky •
Dřínov •
Holešov •
Honětice •
Horní Lapač •
Hoštice •
Hulín •
Jankovice •
Jarohněvice •
Karolín •
Komárno •
Koryčany •
Kostelany •
Kostelec u Holešova •
Kroměříž •
Kunkovice •
Kurovice •
Kvasice •
Kyselovice •
Lechotice •
Litenčice •
Loukov •
Lubná •
Ludslavice •
Lutopecny •
Martinice •
Míškovice •
Morkovice-Slížany •
Mrlínek •
Němčice •
Nítkovice •
Nová Dědina •
Osíčko •
Pacetluky •
Pačlavice •
Počenice-Tetětice •
Podhradní Lhota •
Prasklice •
Pravčice •
Prusinovice •
Přílepy •
Rajnochovice •
Rataje •
Roštění •
Roštín •
Rusava •
Rymice •
Skaštice •
Slavkov pod Hostýnem •
Soběsuky •
Střílky •
Střížovice •
Sulimov •
Šelešovice •
Troubky-Zdislavice •
Třebětice •
Uhřice •
Věžky •
Vítonice •
Vrbka •
Zahnašovice •
Záříčí •
Zástřizly •
Zborovice •
Zdounky •
Zlobice •
Žalkovice •
Žeranovice

## Principales villes
Population des dix principales communes du district au 1er janvier 2025 et évolution depuis le 1er janvier 2024 :
| Kroměříž              | 27 917 | en diminution   |
| Holešov               | 11 616 | en augmentation |
| Bystřice pod Hostýnem | 8 002  | en diminution   |
| Hulín                 | 6 414  | en diminution   |
| Chropyně              | 4 642  | en diminution   |
| Morkovice-Slížany     | 2 975  | en augmentation |
| Koryčany              | 2 732  | en stagnation   |
| Kvasice               | 2 189  | en diminution   |
| Zdounky               | 2 077  | en diminution   |
| Chvalčov              | 1 610  | en augmentation |